# Bomba (Abruzzen)
Bomba ist eine italienische Gemeinde (comune) mit 708 Einwohnern (Stand 31. Dezember 2023) in der Provinz Chieti in den Abruzzen. Die Gemeinde liegt etwa 38 Kilometer südsüdöstlich von Chieti und gehört zur Comunità montana Valsangro. Im Südwesten der Gemeinde befindet sich der Lago di Bomba, ein 10 Quadratkilometer großer See, der durch die Aufstauung des Sangro entstanden ist.

## Wirtschaft und Verkehr
In der Gemeinde werden Reben der Sorte Montepulciano für den DOC-Wein Montepulciano d’Abruzzo angebaut.
Durch die Gemeinde führt die Strada Statale 652 di Fondo Valle Sangro von Cerro al Volturno nach Fossacesia.

## Persönlichkeiten
- Bertrando Spaventa (1817–1883), Philosoph